# Fortezza di Asola
La fortezza di Asola era una struttura fortificata di confine situata ad Asola.

## Le origini
Asola è da sempre ricordata come luogo fortificato strategicamente protetto e che nel corso dei secoli è stato costantemente conteso dai popoli confinanti.
Il primo insediamento di Asola sorge su un dosso naturale protetto dalle acque paludose e stagnanti del fiume Chiese. Sono infatti narrate dagli storici notizie riguardanti l’esistenza di prime strutture di difesa: steccati e palizzate, distrutti, ricostruiti, rafforzati e modificati secondo rinnovate esigenze difensive. Con l’aggiunta di fossati, terragli, di una rocca, di torrioni e cortine murarie, si contribuì progressivamente al disegno di un'importante struttura fortificata che tra il XV e il XVIII secolo assunse un ruolo di avamposto militare della Serenissima.
Asola è citata per la prima volta in un documento del 930 in cui la sua sorte, situata nella contea di Brescia, era ceduta a livello dal Monastero di Nonantola al conte Sansone, e in un testamento del 1107 si ha notizia di un castrum, più volte distrutto e ricostruito.
Le cronache raccontano in particolare di come nel 1122 il conte Rotario di Casaloldo si sia impadronito del castello esponendo Asola alle mire del Comune di Brescia, che nel 1125 lo assediò e ne distrusse la Gran Rocca risparmiando soltanto, come afferma il Mangini, l’antica Chiesa di Sant'Erasmo.
Nel 1130 Rotario, riconquistati i possedimenti asolani, fece ''restaurar e risarcir l’abbattuta rocca con ergervi nove torri et altre fortificazioni in miglior forma, rendendola più forte di prima''.
In effetti nel 1180 Asola è ancora considerata castrum, come è possibile desumere dall’atto di cessione di alcune proprietà che il conte Ruffino di Lomello vendette al Comune di Brescia.
Nel corso della prima metà del XIII secolo Asola compare più volte all’interno del Liber Photeris Comunis Civitas Brixiae: con la sua forma ovale sorgeva nell’area nord orientale dell’attuale centro storico, localizzato sulla sponda sinistra del fiume Chiese su un dosso fluviale che presentava un netto dislivello verso Sud, sono citati anche un "Burgo de Asule", un "Burgo de ultra Clesis" (il fiume Chiese), un "Burgo de Lacu", un "Burgo de Salvellis", oltre alla Pieve alla Chiesa di Sant'Eusebio e a un "fossatum vetus".
Nel corso del secolo il crescente interesse di Brescia indusse a realizzare nuovi lavori alle fortificazioni: torri, porte, terragli e fossati, elementi che richiamano i recinti fortificati in terra e legno, strutture legate alla morfologia del territorio, fondate sulla stabilità dei terrapieni protetti da fossati, completati da palizzate, steccati e da una o più torri di vedetta, ampiamente diffuse nel paesaggio della Pianura Padana fino all’Età Moderna e che per la deperibilità dei loro materiali non hanno lasciato traccia di sé.
Durante il XIV secolo il territorio asolano fu teatro di scontri tra Bresciani, Veronesi, Mantovani e Milanesi che portarono a continue distruzioni e ricostruzioni.
Nel 1332 fu conquistata da Mastino Della Scala, nel 1335 si consegnò ai signori di Mantova e nel 1348 passò sotto il dominio visconteo fino al 1355 quando ritornò ai Gonzaga.
Nel 1366, ricaduta sotto ai Visconti e privata dei suoi privilegi, fu costretta a finanziare nuovi lavori di fortificazione e lo scavo della Fossa Magna che oltre alla difesa dei confini doveva servire per condurre l'acqua nel fossato perimetrale che completava la difesa della cinta fortificata.
All'inizio del XV secolo, sotto la protezione di Pandolfo Malatesta, in seguito a un assedio filo-visconteo, si avviarono i lavori di ricostruzione con due organismi di difesa: la Rocca Grande a ponente e la Rocca Piccola ( o Rocchetta) a Nord-Est, strutture in seguito collegate e protette con la costruzione di terragli e di un fossato (1419-1420).
Alla morte di Pandolfo Malatesta passò sotto il controllo di Filippo Maria Visconti e nel 1426 si consegnò a Venezia, per poi ritornare, due anni dopo, ai Gonzaga.
Per lo stato gonzaghesco Asola assunse il ruolo di importante avamposto occidentale contro il Ducato di Milano. Di conseguenza gli abitanti, annota il Besutti: ''più che abbellire la loro città con nuove e migliori ambizioni, dovevano attendere ai restauri delle rocche e a costruire nuovi fortilizie baluardi sempre tutto a spese della comunità, specialmente nel 1432 per i nuovi restauri alla Rocchetta, intorno alla quale fu scavata tutta la fossa che si era interrata da esser quasi piana e per un ponte levatoio sopra il Chiese fatto di nuovo per impedire ai nemici il passaggio sia di giorno che di notte''.
Il governo dei Gonzaga non fu meno vessatorio di quello dei Visconti: a tal punto Asola, nel 1440, insieme a Peschiera e Lonato, si ribellava e di nuovo si consegnava a Venezia.

## Fortezza veneziana di confine

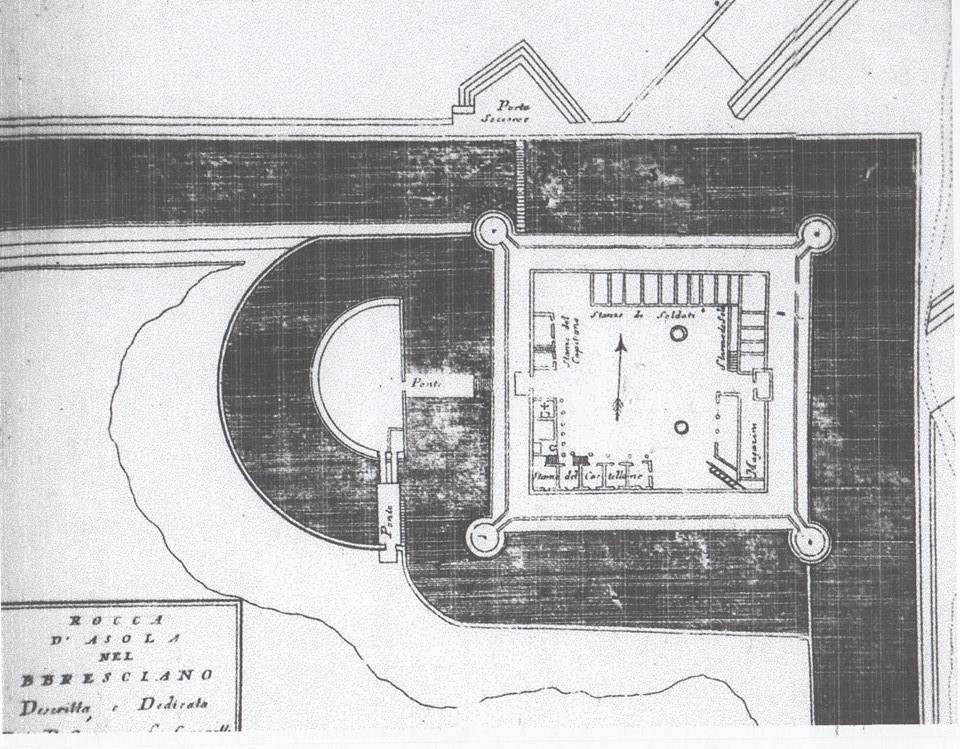
Rocca di Asola - Disegno del cosmografo Coronelli (1697)

Nel 1440 Asola si consegnò spontaneamente a Venezia e fu inquadrata come una delle quattro maggiori podestarie della Provincia Bresciana.
Per la sua posizione strategica all’interno dello scacchiere della Repubblica Veneta assunse l’importante ruolo di avamposto difensivo dei confini meridionali dello stato.
Furono subito intrapresi lavori di potenziamento e nel 1458, dopo che si era decretato l’abbattimento della Rocca Grande, da anni ormai inservibile, furono intrapresi lavori che, conferendo consistenza muraria al perimetro fortificato e aggiungendo le strutture della Rocchetta, portarono alla realizzazione di una fortezza dalla forma di quadrilatero irregolare, con cortina muraria intervallata da quattordici torri cilindriche (computando singolarmente le tre torri contigue dell’angolo Sud-Est), protette all’esterno da un fossato e all’interno da un terrapieno.
L’accesso era garantito da tre porte protette da rivellini:
- Porta Sopra (poi "dei mulini") non presente nella cartografia secentesca
- Porta Chiese (poi "occidentale")
- Porta Fuori (poi "orientale")

Vi era anche Porta Lago, in realtà un torrione con un andito al lago chiuso da una pusterla in ferro, custodita da una guardia e di esclusivo uso militare. All’interno, nella zona Nord-Est, si estendeva la Rocchetta ad impianto quadrato con torri angolari cilindriche, protetta da un fossato.
Nel 1470 le nuove fortificazioni erano compiute e nel 1482 poteva dirsi concluso anche l’intervento della Rocchetta.
Il 27 settembre 1483 la Fortezza fu cinta d’assedio dalle truppe della Lega che si era costituita attorno a Ercole I d'Este contro Venezia e l’11 Ottobre fu presa in consegna da Federico I Gonzaga.
All’assedio partecipò anche l’ingegnere Giovanni da Padova, all’epoca impegnato nel potenziamento delle difese dello stato gonzaghesco: a lui il Gonzaga affidò il compito di ripristinare le strutture danneggiate dalle artiglierie mantovane.
Nell’ottobre 1483 egli scriveva, infatti, di essere intento alla riparazione di alcuni torrioni, del ponte sul Chiese e dei tratti di mura semidistrutti giorni prima.
Nel 1484, in conseguenza alla Pace di Bagnolo tra Ferrara e Venezia, i Gonzaga restituirono Asola alla Repubblica di Venezia.
Nel 1509, anno della disfatta di Venezia ad Agnadello, la città dovette arrendersi all’esercito della Lega di Cambrai e fu di nuovo assoggettato al governo gonzaghesco fino al 1515 quando, grazie all’intermediazione francese, fu definitivamente restituita a Venezia.
La relativa tranquillità fu però di nuovo sconvolta dall’arrivo in Italia dell’imperatore Massimiliano I e ancora una volta la Fortezza di Asola fu posta sotto assedio. La sua strenua difesa e la fedeltà dimostrata verso Venezia le volsero la riconferma dei privilegi ma soprattutto l’impegno da parte della Serenissima a inviare aiuti in caso di eventuali futuri assedi.
Nei decenni successivi si riprese a lavorare al perfezionamento delle difese. Tuttavia Asola rimase esclusa dal "programma di aggiornamento" messo in atto dalla Repubblica di Venezia. Nel settore periferico sud-occidentale dello stato tutta l’attenzione si concentrò infatti su Orzinuovi, trasformata in un minutissimo avamposto a impianto pentagonale con baluardi angolari a cuneo. Nel XVI secolo entro lo scacchiere difensivo della Repubblica venne quindi meno il ruolo primario della fortezza asolana.
Del resto gli interventi messi in atto tra il 1458 e il 1482, ripristinati da Giovanni da Padova nel 1483, si rilevarono superati già all’atto della loro realizzazione, in quanto attuati in un momento di transizione, durante il quale mentre il progressivo perfezionamento delle armi da fuoco modificava i metodi di offesa, l’architettura di difesa si affidava ancora ai sistemi della tradizione medioevale, alle elevate cortine murarie e agli alti torrioni quadrangolari o cilindrici inefficaci contro il tiro delle artiglierie.
Inadeguatezza che tra la fine del XVI e l’inizio del XVII secolo affiora chiaramente dalle relazioni dei Rettori Veneti di Terraferma: i difetti dei terrapieni "sì stretti et angusti" (scrive Agustin Emo nel 1588), della rocca, "fabbrica vecchia senza fianchi" (afferma il Nicolò Longo nel 1589), e dei rivellini sono evidenziati assieme a considerazioni sulla natura sfavorevole del luogo, tanto che nel 1604 si dichiarava che "Asola situata al fiume Chiese è più tosto da nominarsi terra murata che forte".
Alle opere quattrocentesche furono aggiunte tenaglie e mezzelune, modeste opere di riassetto realizzate in un’ottica di ordinario mantenimento per una fortezza sulla quale Venezia ormai non faceva più grande affidamento. L’idea di dotare Asola di un apparato difensivo radicalmente rinnovato non fu però del tutto abbandonata: ancora nel 1590 gli asolani avevano messo a disposizione 25.000 Ducati per "fortificare la terra", istanza ribadita anche in un successivo progetto anonimo.
La vecchia Rocca, opportunatamente rimodernata, avrebbe dovuta essere conservata con funzione di cittadella, divenendo parte integrante ed estremo caposaldo difensivo di una nuova cinta fortificata a impianto poligonale ettagonale, dotata di baluardi angolari a cuneo con orecchioni curvilinei. Asola avrebbe assunto i connotati di una moderna città fortificata ma la trasformazione rimase solo sulla carta.
Asola, fortezza "imperfetta anzi difettosissima", con la sua rocca, le sue mura e le sue torri, con il trascorrere degli anni divenne sempre più inutilizzabile sopravvivendo fino al 1797 quando l’arrivo dei Francesi segnò il tramonto della Repubblica di Venezia.

## Declino e scomparsa della Fortezza

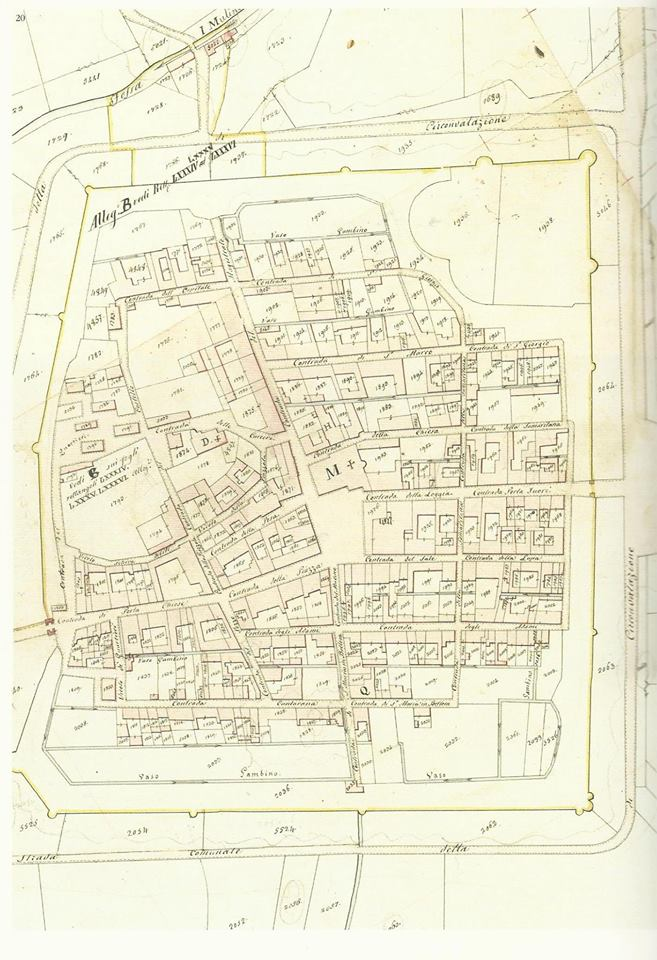
Mappa di Asola - Catasto Lombardo-Veneto (1831)

Nel 1797 Asola entrò a far parte della Repubblica Cisalpina e nel 1815, in seguito al Congresso di Vienna, fu annessa all'Austria. Infine il territorio asolano fu definitivamente accorpato alla provincia di Mantova, confermando l'ormai esaurita valenza strategica della fortezza.
Escluso ormai da tempo qualsiasi progetto di aggiornamento, ma anche un sistematico piano di interventi manutentivi, alcune partì della fortezza furono affittate, come per esempio la Rocca, considerata ''di cattiva vecchia architettura per la quale il difetto è massimo ed irrimediabile'', all'interno della quale fu richiesta la possibilità di coltivare viti e gelsi.
Nel 1803 si assistette al crollo dì un tratto di mura di ragione comunale ''a monte della fortezza'', e la decisione dell Comune di autorizzare lavori di demolizione nella Rocca fu rimandata in seguito alle decisioni superiori che dichiaravano ''nazionali tutti i forti e posti militari''. La fortezza di Asola fu però, poco dopo, definita ''incapace di difesa e fuori dal novero delle piazze e posti militari da conservarsi per la sicurezza dello stato''.
Considerata l'intenzione del governo di procedere all'alienazione, il Comune ne chiese il possesso per poter garantire la conservazione del fossato, degli spalti e delle mura, oggetto di continuo asporto di materiali che ne comprometteva la stabilità. Pur prive di qualsiasi valore militare, le strutture risultavano fondamentali per preservare e proteggere l'abitato dalle frequenti esondazioni del Chiese.
La fortezza fu acquisita, ma con il vincolo di non poter apportare alcuna alterazione in assenza di autorizzazione statale e di dover cedere tali opere senza alcun corrispettivo nel caso si fosse presentata la necessità di dover erigere una quale opera di fortificazione. La Rocca, in parte demolita, fu invece venduta già nel 1804, a Galeazzo Daina.
Negli anni successivi le nuove destinazioni d'uso dei torrioni, del fossato, l'abbattimento di tratti di cortina ma anche la lottizzazione e la definizione di aree verdi con pubblici passeggi, furono i temi di un dibattito che trovava ragione nelle nuove esigenze di decoro urbano.
La ridefinizione dei tracciati d'accesso alla città determinò invece la demolizione delle opere poste a difesa delle porte. Si inserisce in questo contesto il progetto del 1817 di ampliamento di Porta Fuori e la realizzazione di una piazza semicircolare, delimitata e contornata da alberature, posta all'esterno della porta stessa, così come qualche anno più tardi, sistemato il ponte sul Chiese e realizzato il rettifilo stradale, il progetto di rifacimento di Porta Chiese, in parte demolita per ragioni di pubblica sicurezza, sospeso però nel 1823
L'asporto non autorizzato dei materiali dalle mura e i contratti d'affitto degli spalti tracciano la storia degli anni successivi. Nel 1839 era in atto un contenzioso tra l'amministrazione comunale e Don Giovan Battista Osma, proprietario della Rocca, per una serie di scavi da lui eseguiti all'interno del complesso e la demolizione di tre contrafforti delle mura di proprietà del comune che cingevano la rocca sui versanti nord ed est, in contrasto con gli accordi stipulati al momento della vendita della rocca e che crearono gravi problemi di stabilità.
I cambiamenti politici e amministrativi che seguirono l'annessione al Regno di Sardegna (poi Regno d'Italia) affrettarono la definitiva scomparsa dell'antica fortezza.
All'inizio degli anni Sessanta del XIX secolo la difficile situazione economica e in particolare il bisogno di fornire ''lavoro e pane ai poveri'', indusse l'amministrazione comunale a deliberare, per ragioni di pubblica utilità, lavori di abbassamento degli spalti inferni ''a mezzogiorno della città''. Interventi giustificati dalla volontà di garantire una maggiore ventilazione all'abitato e di realizzare un comodo e ameno passeggio per la popolazione.
Qualche anno più tardi si deliberava la demolizione e ricostruzione delle porte cittadine a causa del loro ''indecoroso aspetto''. Indetto un libero concorso, pervennero due soli progetti, uno dei quali successivamente ritirato. La commissione giudicatrice non espresse alcun giudizio e, iniziata la demolizione delle porte e la vendita dei materiali, fu dato l'incarico all'architetto Carlo Visioli di Cremona per un progetto dì ricostruzione. Il 29 luglio 1873 il perito agrimensore Giovanni Torreggiani si presentava il disegno di due ''barriere''.
Alla fine del XIX secolo quello che rimaneva della quattrocentesca cinta difensiva divenne sempre più elemento di ostacolo alla crescita, allo viluppo e all'espansione urbana. Le esigenze del disegno della città moderna presero il sopravvento. Il ridisegno della rete viaria, l'arrivo della tramvia e la necessità di nuove costruzioni portarono progressivamente alla demolizione e alla conseguente definitiva cancellazione di quanto rimaneva delle antiche mura, del fossato, dei torrioni, della rocca e delle porte che per secoli avevano caratterizzato il disegno della fortezza.
Percorrendo le vie della città si possono ancora riconoscere, accanto a evidenti dislivelli del terreno, alcuni tratti di mura inglobati in più recenti costruzioni assieme all'imponente torrione di viale Brescia e alle chiavi di volta delle porte d'ingresso alla città. Frammenti che, assieme alla memoria conservata nelle carte d'archivio, ricompongono la storia della fortezza di Asola, nel periodo di massimo splendore definita ''terra tanto grossa, forte, et tanto bene munita et de arteglieria et gente''.